# Đài phát thanh và truyền hình ở Dubai
Dubai là trung tâm truyền thông của khu vực Trung Đông và là nơi có nhiều kênh truyền hình và radio.

## Truyền hình Dubai
Có một vài kênh truyền hình mặt đất nhưng hầu hết mọi người chọn hàng trăm kênh địa phương cung cấp qua vệ tinh hoặc cáp.
Truyền hình trả tiền hoặc thuê bao tại Dubai có sẵn trên cáp thông qua E-Vision (một đầu thu của Etisalat) hoặc thông qua vệ tinh trực tiếp từ các nhà cung cấp; OSN (Orbit Showtime Network), truyền hình Star và ART. OSN cung cấp nhiều lựa chọn về tiếng Anh (chủ yếu là Hoa Kỳ, nhưng cũng có thể là Vương quốc Anh, Canada, New Zealand và Úc), phụ đề bằng tiếng Ả Rập. Chương trình và phim hàng đầu của Anh chủ yếu là độc quyền trên OSN.
Các kênh truyền hình tiếng Anh miễn phí thông dụng là Dubai One, MBC 4, MBC Action, MBC 2, Physique TV và City 7 TV. Hầu hết các chương trình được phát bằng tiếng Anh, với phụ đề tiếng Ả Rập, ngoại trừ City 7 không phụ đề. Chương trình của Dubai One, MBC 4 và MBC Action chủ yếu đến ở Hoa Kỳ và một số bộ phim ở Vương quốc Anh nhưng nói chung là sẽ phát sau sáu tháng trở lên từ lúc quốc gia sở tại phát sóng so với các kênh trả tiền hoặc đăng ký.
Kênh truyền hình miễn phí nói tiếng Hindi thông dụng là Imagine Movies, đây là kênh đầu tiên từ khu vực MENA. Tần số cũng có sẵn trong Du -91, Elife - 863, OSN, Oreedoo ở Qatar.
- Abu Dhabi TV, kênh tiếng Ả Rập.
- Dubai TV, một kênh của Dubai Media Incorporated (DMI). Theo tiếng địa phương và khu vực của Ả Rập.
- Dubai One, một kênh giải trí nói chung bằng tiếng Anh, có sẵn ở Trung Đông và Bắc Phi.
- Physique TV, Physique TV là kênh truyền hình HD đầu tiên và duy nhất 24 giờ bằng tiếng Anh và tiếng Ả Rập dành riêng cho thể thao, lối sống lành mạnh, dinh dưỡng và thể thao hành động.
- City 7 TV, kênh tiếng Anh 100% độc lập, miễn phí tại Dubai. Cung cấp các chương trình Tiếng Anh theo thể loại kinh doanh và phong cách sống được sản xuất tại địa phương kết hợp với các chương trình hài kịch, phong cách sống và kịch nghệ quốc tế. Có sẵn qua vệ tinh ở Trung Đông và Bắc Phi.
- MBC, một mạng lưới các đài phát thanh tiếng Anh và tiếng Ả Rập miễn phí phát sóng suốt 24 giờ từ Dubai Media City và có sẵn qua vệ tinh trên khắp Trung Đông và Bắc Phi.
  - MBC Max là kênh dành cho những bộ phim Hollywood mới nhất.
  - MBC 4 là một kênh tiếng Anh với chủ yếu là loạt phim Hoa Kỳ nhắm vào phụ nữ.
  - MBC Action là một kênh tiếng Anh với loạt phim hành động chủ yếu của Hoa Kỳ, nhắm đến nam giới.
  - MBC 2 là kênh tiếng Anh chiếu các bộ phim phương Tây.
  - MBC 3 là kênh dành cho trẻ em chủ yếu bằng tiếng Ả Rập với một số chương trình tiếng Anh ở mức hạn chế.
  - MBC 1 là một kênh tiếng Ả Rập giới thiệu các chương trình giải trí và phim tiếng Ả Rập địa phương và khu vực.
  - Al-Arabiya là một kênh tin tức tiếng Ả Rập.

## Dubai Radio
Dubai được phục vụ tốt bởi đài phát thanh trên mặt đất (AM & FM) với rất nhiều đài phát thanh được phát bằng các ngôn ngữ thường được nói trong thành phố: tiếng Ả Rập, tiếng Anh, tiếng Nga, tiếng Hindi, tiếng Urdu, tiếng Tamil, tiếng Malayalam và tiếng Philipin. Trạm FM đặc biệt nhiều với một trạm cách nhau 2 hoặc 3 MHz, một số từ các tiểu vương láng giềng các nước trong vịnh Ả Rập.
Các tiêu chuẩn chung đã được cải thiện rất nhiều trong vài năm qua và nhiều trạm hiện nay ngang bằng với các trạm hàng đầu tại các thành phố lớn trên thế giới. Tuy nhiên, các phương tiện truyền thông ở Dubai và UAE vẫn còn rất nhiều quy định của chính phủ. Hầu hết các trạm, thậm chí cả các trạm tư nhân, thường vẫn được chính phủ kiểm soát. Đặc biệt, tất cả các đài phát thanh phải ngừng phát sóng bình thường trong trường hợp có sự ra đi của một tiểu vương hoặc người thân của tiểu vương. Điều này thường xảy ra trong khoảng thời gian 3 ngày đến một tuần, hoặc nhiều hơn, tùy thuộc vào chức quyền của người chết.
Đài phát thanh Dubai là được hướng dẫn cần thiết để duy trì lưu lượng truy cập bận rộn của Dubai với hầu hết các trạm phân bổ để cập nhật giao thông thường xuyên trong ngày chủ yếu là từ người nghe.

## Radio tiếng Ả Rập
- Abu Dhabi Radio (AM/FM)
- Al Rabia 1078 FM - Mạng truyền thanh Channel 4
- Al Emarat FM
- Quran Kareem
- Al Arabiya 99.0FM - Mạng Radio Ả Rập
- Al Khaleejia 100.9FM - Mạng Radio Ả Rập
- Al Rabia FM 107.8FM
- Noor Dubai 93.9FM
- Sawa 90.5FM
- Star 92.4/99.9FM
- Radio 105.4

## Radio tiếng Anh
- Dance FM - Nhảy/Nhà cửa/Điện tử; 97.8 FM (Dubai), Shock ME
- Radio 1 - Top 40/Nhảy/R&B; 104.1 FM (Dubai), 100.5 FM (Abu Dhabi)
- Radio 2 - Hit cổ điển; 99.3 FM (Dubai) 106.0 FM (Abu Dhabi)
- Channel 4 FM - Top 40; 104.8 FM Mạng Radio Channel 4
- Dubai 92 - Nhạc đương đại; 92.0 FM Mạng Radio Ả Rập
- Dubai Eye 103.8 - Thời sự, Trò chuyện & Thể thao; 103.8 FM Mạng Radio Ả Rập
- Virgin Radio Dubai - Top 40; 104.4 FM Mạng Radio Ả Rập
- Rock Radio 90.7 - Đài phát thanh về nhạc Rock đầu tiên tại vùng Vịnh
- I heart radio: 107.1

## Radio tiếng Nhật
- Fuji FM 88.9 - Trạm phát thanh nhạc J-Pop và Anime đầu tiên ở Dubai
- 日本ドバイ Nippon Dubai 102.9 FM - Trạm phát thanh J-Rock và J-Jams đầu tiên ở Dubai

## Radio tiếng Tây Ban Nha
- El Monstro de Radio 92.9 FM - Đài phát thanh đầu tiên về về nhạc cổ điển Tây Ban Nha, Retro và Top 40 Hit tại Dubai

## Radio tiếng Hindi/Urdu
- Radio Mirchi 88.8 FM - Dubai
- Radio Mirchi 97.3 FM - Abu Dhabi
- Radio Mirchi 95.6 FM - Al Ain
- Radio 4 - 89.1 FM - Mạng truyền hình Channel 4
- City 101.6 - Mạng Radio Ả Rập
- Jio 100.3 FM
- 102.4 Suno FM
- Big FM 106.2 Zee Entertainment
- 105.2 FM

## Radio tiếng Hàn Quốc
- 102.3 Super K-Pop FM- Đài phát thanh K-Pop đầu tiên ở Dubai

## Radio tiếng Malayalam
- 94.7 FM - Flowers FM - Tập đoàn Flowers
- 96.2 FM - Radio Mango - Tập đoàn Malayala Manorama
- 96.7 FM - Hit FM - Mạng Radio Ả Rập
- 99.6 FM - Club FM - Tập đoàn Mathrubhumi
- 101.3 FM - Gold FM - Mạng truyền hình Channel 4
- Radio Asia 1269 AM
- Voice of kerala 1152 AM
- Shakthi 1269 AM
- Asianet Radio 657 AM
- Pravasi Bharathi 810 AM

## Radio tiếng Pháp
- Eiffel FM 102.5 - Đài phát thanh đầu tiên về nhạc cổ điển Pháp, Retro và Top 40 Hit tại Dubai

## Radio tiếng Nga
- Auto Radio 90.8 FM

## Radio tiếng Ý
- Radio La Musica 90.3 FM - Đài phát thanh âm nhạc cổ điển Ý, Retro và R&B đầu tiên ở Dubai

## Radio tiếng Tamil
- TAMIL 89.4 FM
- Gilli 106.5 FM U A E

## Radio tiếng Filipino
- Tag 91.1 - Mạng Radio Ả Rập
- wow 107- Tập đoàn hello fm

## Radio tiếng Đức
- Glückliche Musik Dubai 106.7 FM - Đài phát thanh âm nhạc Top 40 Hit của Đức đầu tiên tại Dubai

## Radio tiếng Ba Tư
- Radio Shoma 93.4 - Mạng Radio Ả Rập

## Tất cả đài FM
| Tần số    | Trạm                      | Nơi truyền sóng  | Thể loại                                 | Ngôn ngữ                              | Nhà sản xuất                                      |
| --------- | ------------------------- | ---------------- | ---------------------------------------- | ------------------------------------- | ------------------------------------------------- |
| 87.9 MHz  | Classical music           | Abu Dhabi        | Ca nhạc                                  | Tiếng Anh                             | Công ty truyền thông Abu Dhabi                    |
| 88.2 MHz  | Quran Al Kareem           | Abu Dhabi        | Quran/Tôn giáo                           | Ả Rập                                 | Công ty truyền thông Abu Dhabi                    |
| 88.8 MHz  | Radio Mirchi              | Dubai            | Ca nhạc                                  | Hindi                                 | Công ty truyền thông Abu Dhabi                    |
| 89.1 MHz  | Radio 4                   | Ajman            | Hit Ấn Độ                                | Hindi/Urdu                            | Mạng phát thanh Channel 4                         |
| 89.4 MHz  | Tamil 89.4 FM             | Ras al-Khaimah   | Hit Tamil                                | Tamil                                 | Công ty TNHH Truyền thông & Quảng cáo Aaren World |
| 90.0 MHz  | Abu Dhabi FM              | Abu Dhabi        | Trò chuyện/Hit Ả Rập cổ điển             | Ả Rập                                 | Công ty truyền thông Abu Dhabi                    |
| 90.5 MHz  | Radio Sawa                | Abu Dhabi        | Top 40 Ả Rập & tiếng Anh                 | Ả Rập                                 | Mạng phát thanh Trung Đông                        |
| 90.8 MHz  | Auto Radio                | Fujairah         | Nhạc POP & Live DJ                       | Tiếng Nga                             | Tập đoàn truyền thông VKPM                        |
| 90.7 MHz  | Rock Radio                | Fujairah         | Rock                                     | Tiếng Anh                             | Mạng truyền thông Fujairah                        |
| 91.1 MHz  | Tag 91.1                  | Dubai            | Filipino                                 | Tagalog                               | ARN - Mạng Radio Ả Rập                            |
| 91.6 MHz  | Classic FM                | Abu Dhabi        | Ả Rập & Tiếng Anh                        | Ả Rập                                 | Công ty truyền thông Abu Dhabi                    |
| 92.0 MHz  | Dubai 92                  | Dubai            | Rock/Nhạc đương đại                      | Tiếng Anh                             | ARN - Mạng Radio Ả Rập                            |
| 92.4 MHz  | Star FM                   | Abu Dhabi        | Top 40 Ả Rập & tiếng Anh                 | Ả Rập                                 | Công ty truyền thông Abu Dhabi                    |
| 92.6 MHz  | Fujairah FM 92.6          | Fujairah         | Thời sự                                  | Ả Rập                                 | Mạng truyền thông Fujairah                        |
| 93.0 MHz  | Dubai FM Radio 93         | Dubai            | Ca nhạc                                  | Ả Rập                                 | Tổ chức truyền thông Dubai                        |
| 93.4 MHz  | Radio Shoma               | Dubai            | Ca nhạc                                  | Tiếng Ba Tư                           | ARN - Mạng Radio Ả Rập                            |
| 93.9 MHz  | Noor Dubai FM             | Dubai            | Hit Ả Rập cổ điển                        | Ả Rập                                 | Tổ chức truyền thông Dubai                        |
| 94.4 MHz  | Sharjah Media Corporation | Sharjah          | Tôn giáo/Trò chuyện                      | Ả Rập                                 | Tập đoàn truyền thông Sharjah                     |
| 94.7 MHz  | Flowers FM                | Dubai            | Ca nhạc, Thời sự                         | Malayalam & Tamil                     | Insight Media City                                |
| 95.3 MHz  | Radio Monte Carlo         | Ras al-Khaimah   | Thời sự, Ca nhạc                         | Ả Rập                                 | France Médias Mond                                |
| 95.6 MHz  | Radio Hala                | Dubai            | Hit Ả Rập                                | Ả Rập                                 | Shock Trung Đông                                  |
| 95.8 MHz  | Al Emarat FM (AD)         | Abu Dhabi        | Hit Ả Rập                                | Ả Rập                                 | Công ty truyền thông Abu Dhabi                    |
| 96.2 MHz  | Radio Mango               |                  | Ca nhạc                                  | Malayalam                             | Malayala Manorama                                 |
| 96.7 MHz  | Hit96.7                   |                  | Dubai                                    | Malayalam                             | ARN - Mạng Radio Ả Rập                            |
| 97.1 MHz  | Al Emarat FM              | Abu Dhabi        | Hit Ả Rập                                | Ả Rập                                 | Công ty truyền thông Abu Dhabi                    |
| 97.3 MHz  | Radio Mirchi              | Abu Dhabi        | Ca nhạc                                  | Hindi                                 | Công ty truyền thông Abu Dhabi                    |
| 97.8 MHz  | DanceFM                   |                  | Nhảy                                     | Tiếng Anh                             | Shock Trung Đông                                  |
| 98.1 MHz  | Quran Al Kareem           | Abu Dhabi        | Quran/Tôn giáo                           | Ả Rập                                 | Công ty truyền thông Abu Dhabi                    |
| 98.4 MHz  | Abu Dhabi FM              | Abu Dhabi        | Trò chuyện/Hit Ả Rập cổ điển             | Ả Rập                                 | Công ty truyền thông Abu Dhabi                    |
| 99.0 MHz  | Al Arabiya                | Dubai            | Nhạc Ả Rập đương đại                     | Ả Rập                                 | ARN - Mạng Radio Ả Rập                            |
| 99.3 MHz  | Radio 2                   |                  | Hit cổ điển                              | Tiếng Anh                             | Công ty truyền thông Abu Dhabi                    |
| 99.6 MHz  | Club FM                   |                  | Hit Malayalam                            | Malayalam,Tamil & Hindi               | Mathurbhumi]                                      |
| 99.9 MHz  | Star FM                   | Abu Dhabi        | Top 40 Ả Rập & tiếng Anh                 | Ả Rập                                 | Công ty truyền thông Abu Dhabi                    |
| 100.3 MHz | Radio ME                  | Umm-Al Quwain    | Hit Malayalam                            | Malayalam                             | Mạng RadioMe                                      |
| 100.5 MHz | Radio 1 (AD)              |                  | Top 40/Nhảy/R&B                          | Tiếng Anh                             | Công ty truyền thông Abu Dhabi                    |
| 100.9 MHz | Al Khaleejia              | Dubai            | Nhạc Khaleeji                            | Ả Rập                                 | ARN - Mạng Radio Ả Rập                            |
| 101.3 MHz | Gold FM                   | Ajman            | Hit Malayalam                            | Malayalam                             | Channel 4 Media                                   |
| 101.6 MHz | City FM                   | Dubai            | Nhạc Hit đương đại                       | Hindi                                 | ARN - Mạng Radio Ả Rập                            |
| 102.4 MHz | Suno FM                   |                  | Ca nhạc                                  | Hindi                                 | Mạng Radio châu Á                                 |
| 103.8 MHz | Dubai Eye                 | Dubai            | Thời sự, Trò chuyện & Thể thao           | Tiếng Anh                             | ARN - Mạng Radio Ả Rập                            |
| 104.1 MHz | Radio 1                   |                  | Top 40/Nhảy/R&B                          | Tiếng Anh                             | Công ty truyền thông Abu Dhabi                    |
| 104.4 MHz | Virgin Radio              | Dubai            | Top 40                                   | Tiếng Anh                             | ARN - Mạng Radio Ả Rập                            |
| 104.8 MHz | Channel 4 FM              | Ajamn            | Top 40                                   | Tiếng Anh                             | Channel 4 Media                                   |
| 105.2 MHz | Classic FM                | Al Ain           | Ả Rập & Tiếng Anh                        | Ả Rập                                 | Công ty truyền thông Abu Dhabi                    |
| 105.4 MHz | Radio Spice               | Fujairah         | Hit Nam Á                                | Hindi, Tiếng Anh, Tây Ban Nha & Tamil | Mạng truyền thông Fujairah                        |
| 106.0 MHz | Radio 2 (AD)              |                  | Hit cổ điển                              | Tiếng Anh                             | Công ty truyền thông Abu Dhabi                    |
| 106.2 MHz | Hum FM                    | UAE              | Nhạc Bollywood                           | Hindi                                 | Shamal Media                                      |
| 106.5 MHz | Radio Gilli               | Umm al quwain    | Hit Tamil                                | Tamil                                 | Dịch vụ quảng cáo Cine FZE                        |
| 107.1 MHz | Heart 107.1 FM            | Dubai            | Những năm 90 và những ấn tượng đương đại | Tiếng Anh                             | Shock Trung Đông                                  |
| 107.6 MHz | Sharjah FM                | KhorFakkan&Dibba | Tôn giáo/Trò chuyện                      | Ả Rập                                 | Tổng công ty truyền thông Sharjah                 |
| 107.7 MHz | Kalba                     | Religious/Talk   | Tôn giáo/Trò chuyện                      | Ả Rập                                 | Sharjah Media Corporation                         |
| 107.8 MHz | Al Rabea FM               | Ajman            | Hit Ả Rập                                | Ả Rập                                 | Channel107.5                                      |